# Von den Elben (álbum de Faun)
Von den Elben es el séptimo álbum de estudio de Faun, fue lanzado el 25 de enero de 2013. Aparte de las nuevas canciones, el álbum tiene algunas versiones de canciones anteriores de Faun así como de otros artistas. Después de firmar un contrato con el sello Universal Records y el equipo de producción de Valicon, Faun lanzó por primera vez un álbum con letras completamente en alemán. Katja Moslehner se unió a la banda como nueva cantante. El álbum presenta duetos con otras dos bandas alemanas: Santiano y Subway to Sally. Michael Boden de Subway to Sally también contribuyó con la letra de canciones como "Warte auf mich".
La canción que da nombre al álbum, "Von den Elben" es una versión de un lanzamiento anterior de Faun, del álbum Licht. Las letras medievales anteriores de Heinrich von Morungen fueron reemplazadas por letras diferentes en alemán moderno y escritas por Oliver S. Tyr.

## Recepción y críticas
Mientras que los fanes de Faun expresaron su preocupación acerca de que la banda se una a un sello comercial importante, los críticos profesionales estuvieron de acuerdo en que el álbum no se vio afectado por esto. El revisor de MSN llamó a "Von den Elben" un "acto de equilibrio entre la autenticidad y la compatibilidad del mercado masivo", también escribió que contenía varias pistas valiosas. El Sonic Seducer declaró que los temores sobre que Faun perdiera su originalidad no tenían fundamento.

## Lista de canciones
| N.º | Título                                                                                       | Duración |  |
| 1.  | «Mit dem Wind (Con el Viento)»                                                               | 3:53     |  |
| 2.  | «Diese kalte Nacht (Esta fría Noche)»                                                        | 3:03     |  |
| 3.  | «Von den Elben (De los Elfos)»                                                               | 4:07     |  |
| 4.  | «Tanz mit mir (Baila conmigo) (feat. Santiano)»                                              | 3:02     |  |
| 5.  | «Schrei es in die Winde (Grítalo al viento) (Inspirada por la canción de Eluveitie "Omnos")» | 4:03     |  |
| 6.  | «Wilde Rose (Rosa Silvestre)»                                                                | 3:25     |  |
| 7.  | «Wenn wir uns wiedersehen (Cuando nos volvamos a encontrar)»                                 | 3:19     |  |
| 8.  | «Bring mich nach Haus (Llévame a Casa)»                                                      | 3:23     |  |
| 9.  | «Welche Sprache spricht dein Herz? (¿Qué idioma habla tu corazón?)»                          | 3:27     |  |
| 10. | «Andro II»                                                                                   | 4:59     |  |
| 11. | «Minne Duett (feat. Subway to Sally)»                                                        | 3:39     |  |
| 12. | «Thymian & Rosmarin»                                                                         | 3:48     |  |
| 13. | «Warte auf mich (Espérame)»                                                                  | 3:18     |  |

### Ranking
A pesar de las críticas iniciales, el álbum fue un éxito, es el primer álbum de Faun en llegar a los diez primeros puestos en las listas de álbumes de Alemania, Austria y Suiza, y el primero en aparecer en los últimos dos países.
| Ranking                         | Posición más alta |
| ------------------------------- | ----------------- |
| Alemania (Media Control Charts) | 7                 |
| Austria (Ö3 Austria)            | 9                 |
| Suiza (Schweizer Hitparade)     | 5                 |

### Nominaciones
Con Von den Elben, Faun fue nominado para el premio ECHO 2014 en las categorías 'Grupo nacional de rock / pop' y 'Recién llegado nacional del año'.